# 莫吉索拉·阿德耶
莫吉索拉·克里斯蒂安纳·阿德耶（Mojisola Christianah Adeyeye），是一名尼日利亚药剂师和药学家。2017年11月3日，她被尼日利亚联邦共和国总统穆罕默德·布哈里任命为尼日利亚国家食品药品监督管理局总干事。在被任命为总干事之前，她曾在伊利诺伊州罗斯福大学药学院担任生物制药科学的创始主席和制药学、制造科学和药物产品评估教授，并在那里工作了七年。她还在美国宾夕法尼亚州匹兹堡的杜肯大学担任了21年的制药学教授。她是富布赖特高级学者和专家，2008年美国医药科学家协会院士（首位非洲女性院士）。她也是尼日利亚科学院和尼日利亚药学院院士。她的研究领域包括药剂配方，固体、半固体和液体剂型药剂的早期研发，以及基于IND和知识产权驱动的晚期药物产品研发。她是伊利诺伊州以琳儿科制药公司的创始人和总裁。在杜肯大学时期，她开发出抗逆转录病毒（艾滋病毒/艾滋病）的小儿固定剂量配方组合，并在英国和南非获得了配方知识产权。

## 教育
莫吉索拉·阿德耶就读于恩苏卡的尼日利亚大学，并于1976年获得制药学学士学位。随后她考入佐治亚大学，并于1985年获得制药学硕士学位。1988年，获得佐治亚大学博士学位。

## 事业
1976年，莫吉索拉返回尼日利亚，并在奥约州伊巴丹市的伊巴丹大学学院医院从事药剂师行业。1979年至1980年，她在奥约州奥戈莫索的浸礼会医院担任药学部主任。1988年后，她在圣胡安的波多黎各大学药学院担任助理教授。1989年，前往宾夕法尼亚州匹兹堡的杜肯大学担任助理教授。1994年，晋升为副教授。2003年，升任杜肯大学药学院制药科学部的制药学和制药工程教授。2010年，她被任命为伊利诺伊州罗斯福大学药学院制药学、制造科学和药物产品评价教授，直至2018年（2010年至2017年期间，她还担任罗斯福大学药学院生物制药科学系主任）。
2004年至今，莫吉-阿德耶一直担任艾滋病及艾滋病毒患者药物组织主席，该组织旨在预防尼日利亚青年感染艾滋病毒/患有艾滋病，以及预防母婴传播、照顾尼日利亚拉各斯、奥松和奥约州的孤儿及弱势儿童。2004年至2005年，她是尼日利亚阿布贾拉各斯大学药学系和国家药物研究与开发研究所的富布赖特高级学者。2006年至今，她还兼任拉各斯大学药学系制药学和药品生产部教授。2009年至2010年，她担任美国医药科学家协会（AAPS）战略监督委员会（MSOC）的主席。她还担任纳姆迪阿齐基韦大学的客座教授。
2017年11月11日，她接替阿德莫拉·安德鲁·马博朱里，出任尼日利亚国家食品药品监督管理局总干事。2021年2月18日，她代表尼日利亚国家食品药品监督管理局宣布批准牛津-阿斯利康冠狀病毒疫苗在尼日利亚的使用，以增强该国抵抗疫情能力。

## 荣誉
1983年，她被美国大学妇女协会（AAUW）授予研究生奖学金，之后入列1991/1992年的马奎斯名人录。2004年至2005年，她被授予富布赖特学者奖学金，资助她的非洲地区艾滋病和艾滋病相关研究项目。自2006年以来，她一直是富布赖特高级学者。2008年，她成为美国医药科学家协会（AAPS）院士，并于2011年获得美国医药科学家协会制造科学工程部颁发的服务表彰奖。她在2015年成为美国药学院协会（AACP）院士，并在2016年成为尼日利亚科学院院士。